# Aschères-le-Marché
Aschères-le-Marché is een gemeente in het Franse departement Loiret (regio Centre-Val de Loire) en telde op 1 januari 2022 1.140 inwoners. 

## Geografie
De oppervlakte van Aschères-le-Marché bedroeg op 1 januari 2022 20,9 vierkante kilometer; de bevolkingsdichtheid was toen 54,5 inwoners per km².

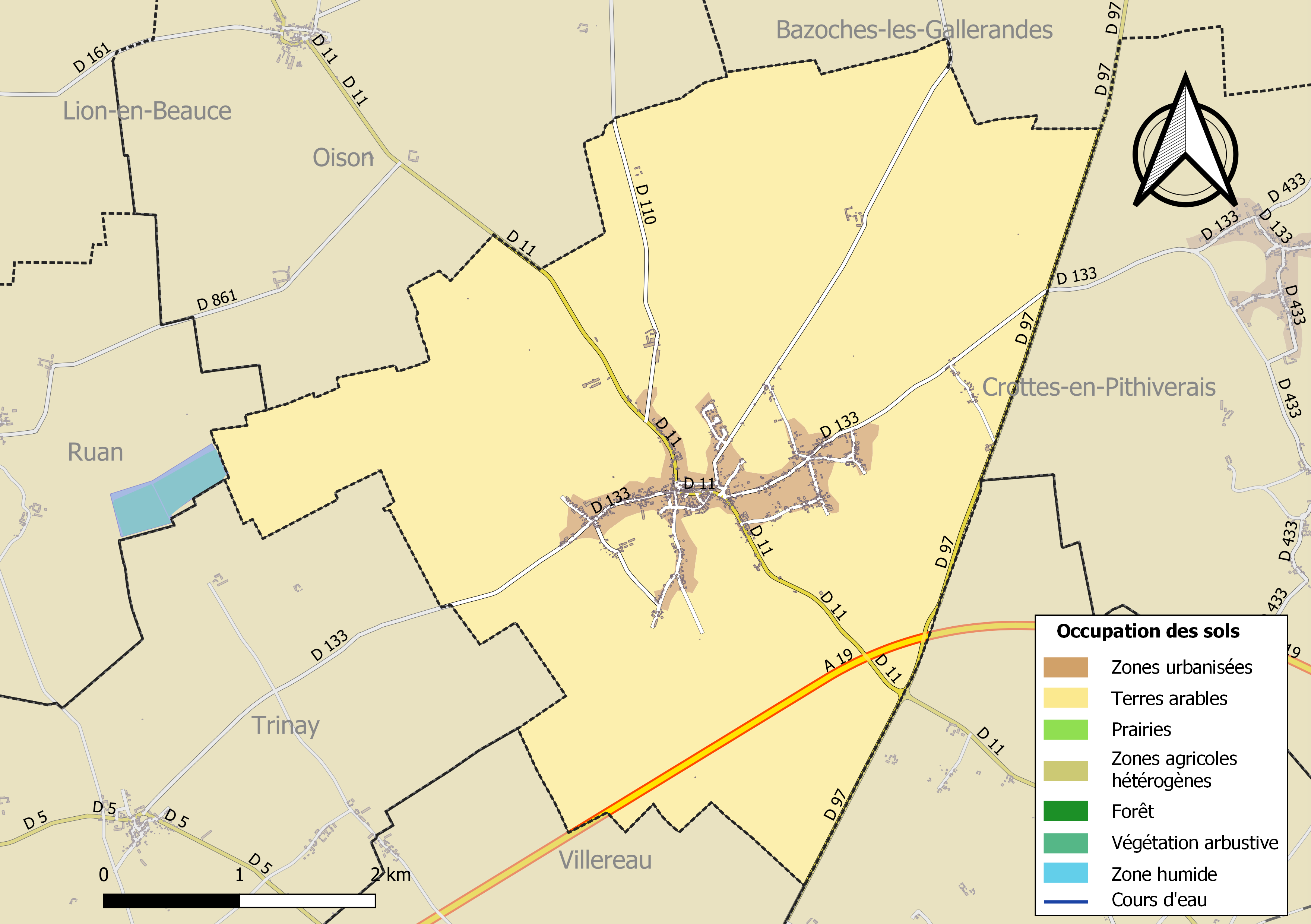
Kaart van de gemeente met de belangrijkste infrastructuur, bodemgebruik en omliggende gemeenten

## Demografie
Onderstaande figuur toont het verloop van het inwoneraantal van Aschères-le-Marché vanaf 1962.
Bron: Frans bureau voor statistiek. Cijfers inwoneraantal volgens de definitie population sans doubles comptes (zie de gehanteerde definities)